# Coleção Escritoras do Brasil
A Coleção Escritoras do Brasil é uma iniciativa da  Biblioteca do Senado Federal, com publicação a cargo da Secretaria de Editoração e Publicações do Senado Federal. Seu propósito é divulgar o trabalho intelectual de escritoras brasileiras que têm sido sub-representadas ou praticamente ignoradas nos cânones literários. Ao valorizar essas contribuições, a coleção busca reconhecer as atividades, produções e ideias das mulheres na construção da história do Brasil. Além disso, visa suprir uma significativa lacuna na produção editorial ao abordar a publicação de autoras brasileiras, que frequentemente são esquecidas nas esferas de divulgação e nos estudos literários.

## Seleção das autoras e títulos
A seleção das autoras e textos para a coleção começa com uma pesquisa prospectiva em obras de referência que listam a maioria das escritoras conhecidas dentro do universo de obras em domínio público, ou seja, autoras falecidas há 70 anos ou mais. Foram selecionadas aquelas que desempenharam um papel significativo em sua época, seja devido à importância de sua obra literária, seja por suas atividades inovadoras no campo intelectual, como editoras de jornais e revistas do século XIX.

## Lista de volumes
Na tabela abaixo, estão os volumes lançados, assim como informações sobre suas autoras, datas das publicações originais, anos de lançamento na coleção e número de ISBN.
| Volume | Título                                             | Autora                                           | Edição original | Lançamento | ISBN                                                                               |
| ------ | -------------------------------------------------- | ------------------------------------------------ | --------------- | ---------- | ---------------------------------------------------------------------------------- |
| 01     | A mulher moderna: trabalhos de propaganda          | Josefina Álvares de Azevedo                      | 1891            | 2018       | ISBN 9786556761794 (3. ed. rev. aum., 2021)                                        |
| 02     | Ânsia eterna                                       | Júlia Lopes de Almeida                           | 1903            | 2019       | ISBN 9786556760582 (2. ed. rev., 2020)                                             |
| 03     | Opúsculo humanitário                               | Nísia Floresta                                   | 1853            | 2019       | ISBN 9786556760988 ( 2 ed. rev., 2021) ISBN 9786556765280 (3. ed. rev. aum., 2024) |
| 04     | Mármores                                           | Francisca Júlia da Silva                         | 1895            | 2020       | ISBN 9788552800729                                                                 |
| 05     | A judia Raquel: romance original de costumes       | Francisca Senhorinha da Motta Diniz; A. A. Diniz | 1886            | 2020       | ISBN 9786556760452                                                                 |
| 06     | Cancros sociais: drama original em cinco atos      | Maria Ribeiro                                    | 1866            | 2021       | ISBN 9786556760612                                                                 |
| 07     | Um drama na roça                                   | Carmen Dolores                                   | 1907            | 2021       | ISBN 9786556761244                                                                 |
| 08     | Dálias: (1893-1897)                                | Auta de Souza                                    | inédito         | 2021       | ISBN 9786556761817                                                                 |
| 09     | A infanta Carlota Joaquina: (romance histórico)    | Chrysanthème                                     | 1937            | 2022       | ISBN 9786556762593                                                                 |
| 10     | Cantigas das crianças e do povo e danças populares | Alexina de Magalhães Pinto                       | 1916            | 2023       | ISBN 9786556763309                                                                 |
| 11     | Aventuras de Diófanes                              | Teresa Margarida da Silva e Orta                 | 1752            | 2024       | ISBN 9786556764825                                                                 |

## Próximos volumes
Algumas autoras já foram selecionadas para edições futuras. A seguir a lista não exaustiva.
- Adélia Fonseca
- Ana Eurídice Eufrosina de Barandas
- Ana Luísa de Azevedo Castro
- Antonieta de Barros
- Maria do Carmo de Mello Rego
- Maria Lacerda de Moura